# Cornelis Troostplein
Het Cornelis Troostplein is een plein in Amsterdam-Zuid. 

## Geschiedenis en ligging
Het plein kreeg per raadsbesluit van 6 juni 1917 haar naam, een vernoeming naar de Nederlandse pastel- en aquarelschilder Cornelis Troost ook bekend van de door hem geschilderde decors van de oude schouwburg en de latere Stadsschouwburg. Amsterdam kende sinds 1904 al een Cornelis Trooststraat.
Tot 1896 behoorde dit gebied tot de gemeente Nieuwer Amstel, waarvan Amsterdam toen een groot deel annexeerde. Het plein wordt in de as noord-zuid doorsneden door de Ferdinand Bolstraat, die naar het zuiden toe een aanmerkelijke verbreding kent. Langs die doorgaande route is aan de oostkant een korte ventweg aangelegd in verband met het laden en lossen voor de supermarkt. Op de as van west naar oost komen de Cornelis Trooststraat en Pijnackerstraat uit op het plein om daarna verder te gaan als Lutmastraat. 

## Gebouwen
Huisnummers lopen op van 2 tot en met 25, al ontbreekt er hier en daar een nummer. De bebouwing aan het plein valt in twee perioden uiteen. Aan de noordzijde (even zijde) dateert ze uit de periode rond 1904 toen hier de bebouwing van Amsterdam ophield. Aan de oneven zijde is een duidelijke scheiding te zien. Huisnummers 3 tot en met 9 dateren ook uit circa 1904, ook hier hield de stad op. Die blokjes sluiten voor wat betreft architectuur aan op de bouw in de Ferdinand Bolstraat komend vanaf het noorden. De bouw van de huisnummers 11 tot en met 23 stamt uit het begin van de jaren twintig, waarbij invloeden van de bouwstijl Amsterdamse School zijn terug te vinden, zonder op te vallen. 

### Opmerkelijke gebouwen
Een gezichtsbepalend gebouw tussen 1922 en 1975 was hier de RAI Amsterdam van ontwerpers Dirk Heineke (1878-1947) & Evert Johannes Kuipers (1877-1943), die in 1910 een samenwerkingsverband (Heineke en Kuipers) startten. Het werd in 1975, het heette toen Oude RAI, gesloopt en er verrees nieuwbouw.
| Object                                                                | Bouwperiode | Monumentenstatus       | Omschrijving | Afbeelding |
| --------------------------------------------------------------------- | ----------- | ---------------------- | --- | ---------- |
| Cornelis Troostplein 11-13 Karel du Jardinstraat 9-11                 | 1925        | geen                   | Ontwerp Arend Jan Westerman in zijn versie van de stijl Amsterdamse School. Origineel gebouwd voor een garagebedrijf; in de 21e eeuw is er een supermarkt gevestigd; het gebouw loopt aan de achterzijde door tot aan de volgende straat (fotodeel tussen Palthe en Albert Heijn). |            |
| Cornelis Troostplein 15-19 Lutmastraat 1-15 Karel du Jardinstraat 1-7 | 1922        | gemeentelijke monument | Een complex woningen ontworpen door de architect A.van Baalen. Het blok woningen, dat zich om de bovenstaande garage vouwt, valt op door haar kleurigheid. De plint is opgetrokken uit zwartgrijze basaltstenen, daarboven een laag baksteen voor twee verdiepingen. De derde etage gaat schuil achter verticaal geplaatste op oranje dakpannen lijkende stenen; die kleur zet zich voort in het dak met daklichten. Het geheel werd in 1923 ter veiling aangeboden en vlak daarna per woning afzonderlijk of in gedeelten van het complex. Vermoedelijk is een particulier de initiatiefnemer, die zodra het gebouwd was de panden in de verkoop deed. |            |
| Cornelis Troostplein 21-23 Pijnackerstraat 5 Ferdinand Bolstraat 188a | 1923        | geen                   | Een voormalig schoolgebouw naar een ontwerp van Johannes van Halteren; in de 21e eeuw deels in gebruik bij een bierbrouwerij |            |

## Openbaar vervoer
Tram 12 rijdt langs het plein maar heeft er geen halte evenals ondergronds metro 52.   